# Metopothrix aurantiaca
Metopothrix aurantiaca е вид птица от семейство Furnariidae, единствен представител на род Metopothrix.

## Разпространение
Видът е разпространен в Боливия, Бразилия, Еквадор, Колумбия и Перу.